# Montlivault
Montlivault ist eine französische Gemeinde mit 1.307 Einwohnern (Stand: 1. Januar 2022) im Département Loir-et-Cher in der Region Centre-Val de Loire; sie gehört zum Arrondissement Blois und ist Teil des Kantons Chambord (bis 2015: Kanton Vineuil). 

## Geographie
Montlivault liegt etwa zehn Kilometer nordöstlich von Blois. Die nördliche und nordwestliche Gemeindegrenze bildet die Loire. Umgeben wird Montlivault von den Nachbargemeinden Cour-sur-Loire im Norden und Nordwesten, Suèvres im Norden, Maslives im Osten, Huisseau-sur-Cosson im Süden, Saint-Claude-de-Diray im Westen und Südwesten sowie Menars im Westen.
Montlivault gehört zum Weinbaugebiet Cour-Cheverny.

## Bevölkerungsentwicklung
| 1962                       | 1968 | 1975 | 1982 | 1990 | 1999 | 2006 | 2017 |
| -------------------------- | ---- | ---- | ---- | ---- | ---- | ---- | ---- |
| 616                        | 653  | 660  | 1128 | 1257 | 1192 | 1329 | 1377 |
| Quellen: Cassini und INSEE |      |      |      |      |      |      |      |

## Sehenswürdigkeiten

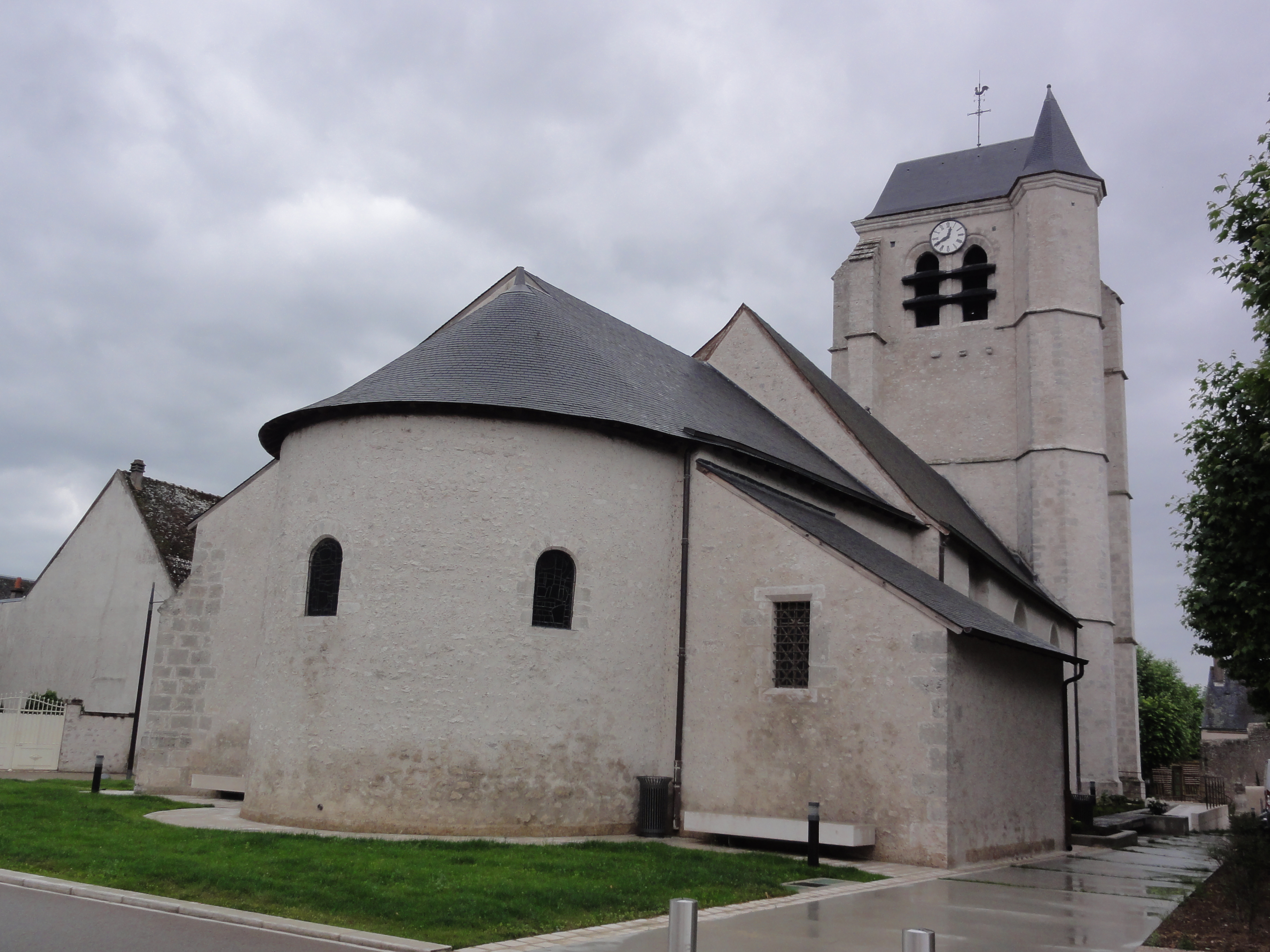
Kirche Saint-Pierre
- Schloss Montlivault aus dem 16. Jahrhundert, Umbauten aus dem 18. Jahrhundert, Monument historique seit 1987
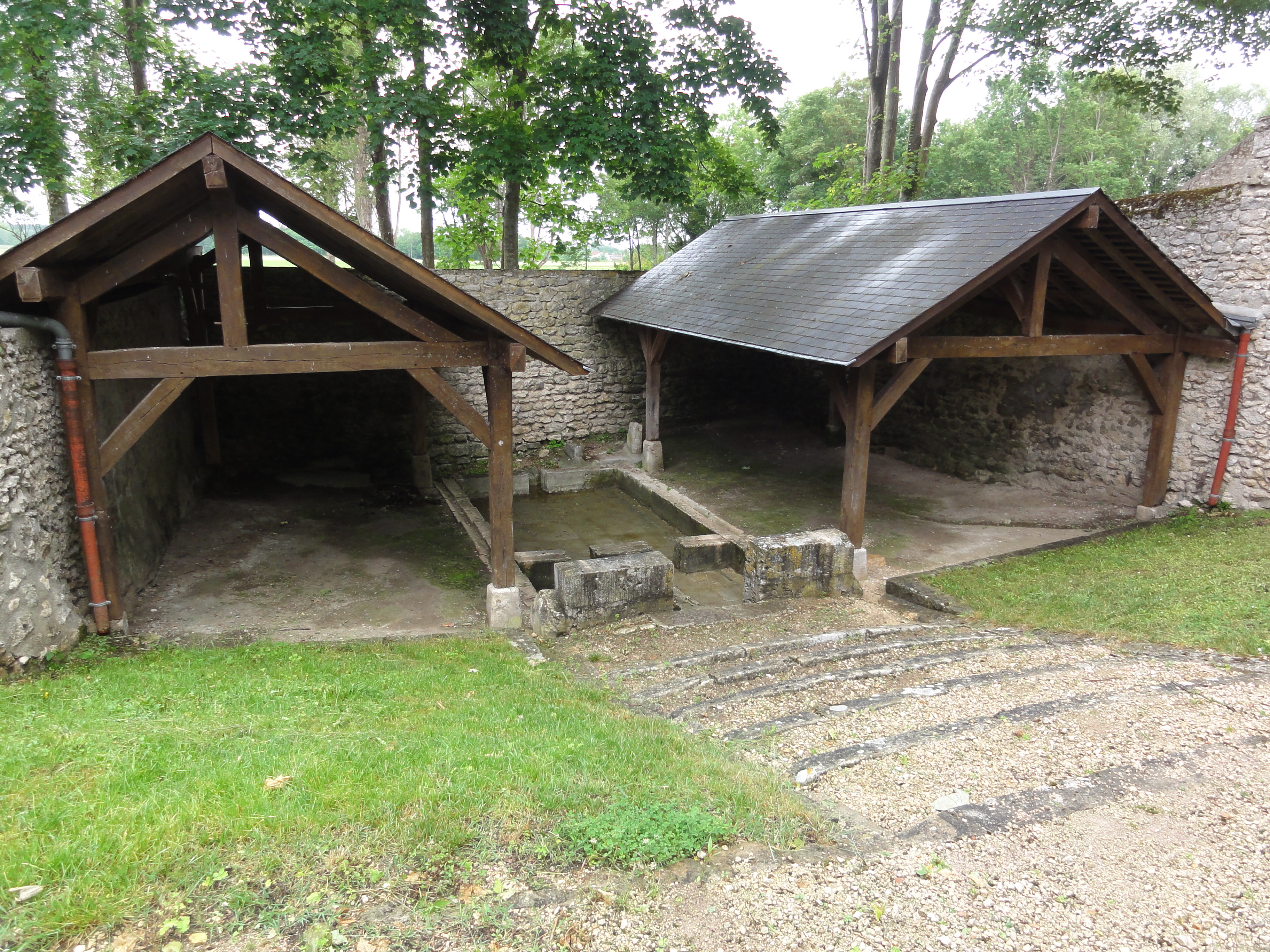
Waschhaus

- Kirche Saint-Pierre
- Waschhaus

## Meteorit
Im Jahr 1838 stürzte bei Montlivault ein rund 500 Gramm schwerer Steinmeteorit auf die Erde. Er wurde als Chondrit vom Typ L6 klassifiziert.